# Clubiona chakrabartei
Clubiona chakrabartei är en spindelart som beskrevs av Majumder och Benoy Krishna Tikader 1991. Clubiona chakrabartei ingår i släktet Clubiona och familjen säckspindlar. Inga underarter finns listade i Catalogue of Life.